# Spintharus davidbowiei
Espèce
Spintharus davidbowiei est une espèce d'araignées aranéomorphes de la famille des Theridiidae.

## Systématique
L'espèce Spintharus davidbowiei a été décrite en 2018 par Ingi Agnarsson (d) et Benjamin Ray Chomitz (d) dans une publication coécrite avec Chloe van Patten (d), Lily Sargeant (d), Austin Dziki (d) et Greta J. Binford (d).

## Distribution
Cette espèce est endémique du Mexique.
Elle est identifiée par Agnarsson, Van Patten, Sargeant, Chomitz, Dziki et Binford depuis 2018 comme une radiation de l'espèce la plus connue du genre Spintharus, Spintharus flavidus présente aux États-Unis — elle était jusqu'alors tenue comme appartenant à cette espèce, avec dix-sept autres variantes centre ou sud-américaines.

## Désignation
L'équipe du professeur Igni Agnarsson, de l'université du Vermont, a choisi de rendre hommage à des personnalités qui « ont combattu pour les droits de l'homme ou contre le changement climatique ou à des artistes qui promeuvent un monde meilleur » : David Bowie, mais aussi Barack Obama, Michelle Obama, Bernie Sanders, Leonardo DiCaprio et David Attenborough sont ainsi honorés.

## Description
Agnarsson, Van Patten, Sargeant, Chomitz, Dziki et Binford ont observé un spécimen mâle et une femelle juvénile. Le mâle adulte a une longueur totale de 2,97 mm, un céphalothorax long de 1,14 mm, large de 0,78 et haut de 0,65, de couleur jaune pâle avec des bandes noires latérales. Ses pattes sont jaunes, pour la I et la IV tâchées de rouge aux articulations. La plus longue mesure 7,16 mm.

## Publication originale
- (en) Ingi Agnarsson, Chloe van Patten, Lily Sargeant, Ben Chomitz, Austin Dziki et Greta J. Binford, « A radiation of the ornate Caribbean ‘smiley-faced spiders’, with descriptions of 15 new species (Araneae: Theridiidae, Spintharus) », Zoological Journal of the Linnean Society, Linnean Society of London et OUP, vol. 182, no 4,‎ 26 septembre 2017, p. 758-790 (ISSN 1096-3642 et 0024-4082, OCLC 01799617, DOI 10.1093/ZOOLINNEAN/ZLX056, lire en ligne).